# Andrea Kimi Antonelli
Andrea Kimi Antonelli (Bologna, 25 agosto 2006) è un pilota automobilistico italiano, attivo in Formula 1 con la Mercedes.
È stato due volte campione europeo di kart nella categoria OK nel 2020 e 2021. In monoposto ha vinto la Formula 4 ADAC, la Formula 4 italiana e i FIA Motorsport Games nella categoria Formula 4 nel 2022, la Formula Regional Middle East e la Formula Regional Europea nel 2023.

## Biografia

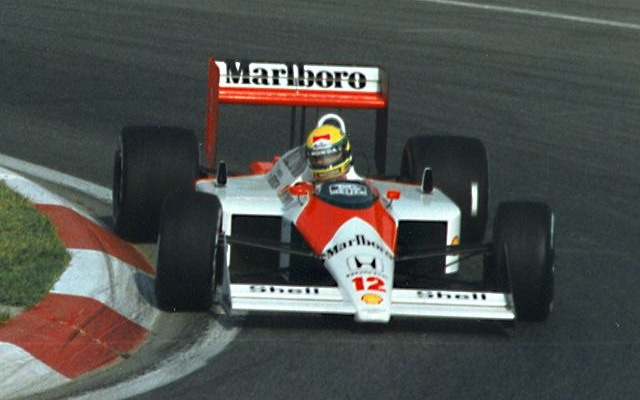
Il pilota brasiliano Ayrton Senna, citato da Antonelli come grande fonte di ispirazione, al volante della sua McLaren nel 1988: al suo ingresso in Formula 1 Kimi ha deciso di utilizzare il numero 12 (visibile nell'immagine) in suo onore

Andrea Kimi Antonelli è figlio di Marco Antonelli, pilota automobilistico e proprietario dell'AKM Motorsport, squadra che corre in diversi campionati GT, come ad esempio l'International GT Open e il GT World Challenge Europe, oltre che alla Formula 4 italiana. Il secondo nome, Kimi, è stato suggerito da Enrico Bertaggia, grande amico di Marco. L'origine è ebraica e significa «Dio ha stabilito», o «Dio ha innalzato».
Antonelli è apparso in un cameo nel film del 2016 Veloce come il vento, diretto da Matteo Rovere.
Si è diplomato in finanza e marketing all'istituto "Gaetano Salvemini" di   Casalecchio di Reno nel 2025.

## Carriera

### Kart
Nel 2019 gareggia per la scuderia OKJ, vincendo il WSK Euro Series e la WSK Final Cup, mentre arriva secondo nel FIA Karting European Championship.
Nel 2020 passa alla categoria OK, vince il WSK Euro Series e diventa il Campione europeo nella sua categoria, primo in due delle quattro gare della serie finale. Nello stesso anno partecipa al campionato mondiale FIA di Kart dove è coinvolto in un incidente, che gli procura delle fratture. Guarito dall'infortunio, torna alla vittoria nel Campionato Europeo CIK-FIA. Al campionato del mondo CIK-FIA non conferma le stesse prestazioni, chiudendo solo quindicesimo.
Nel 2023, oltre agli impegni in monoposto, fonda, insieme a suo padre, la AKM Motorsport by Kart Republic, una squadra per lanciare giovani promesse del kart. Nella scuderia, il pilota italiano svolge anche i ruoli di allenatore e di sviluppatore dei telai.

### Formula 4

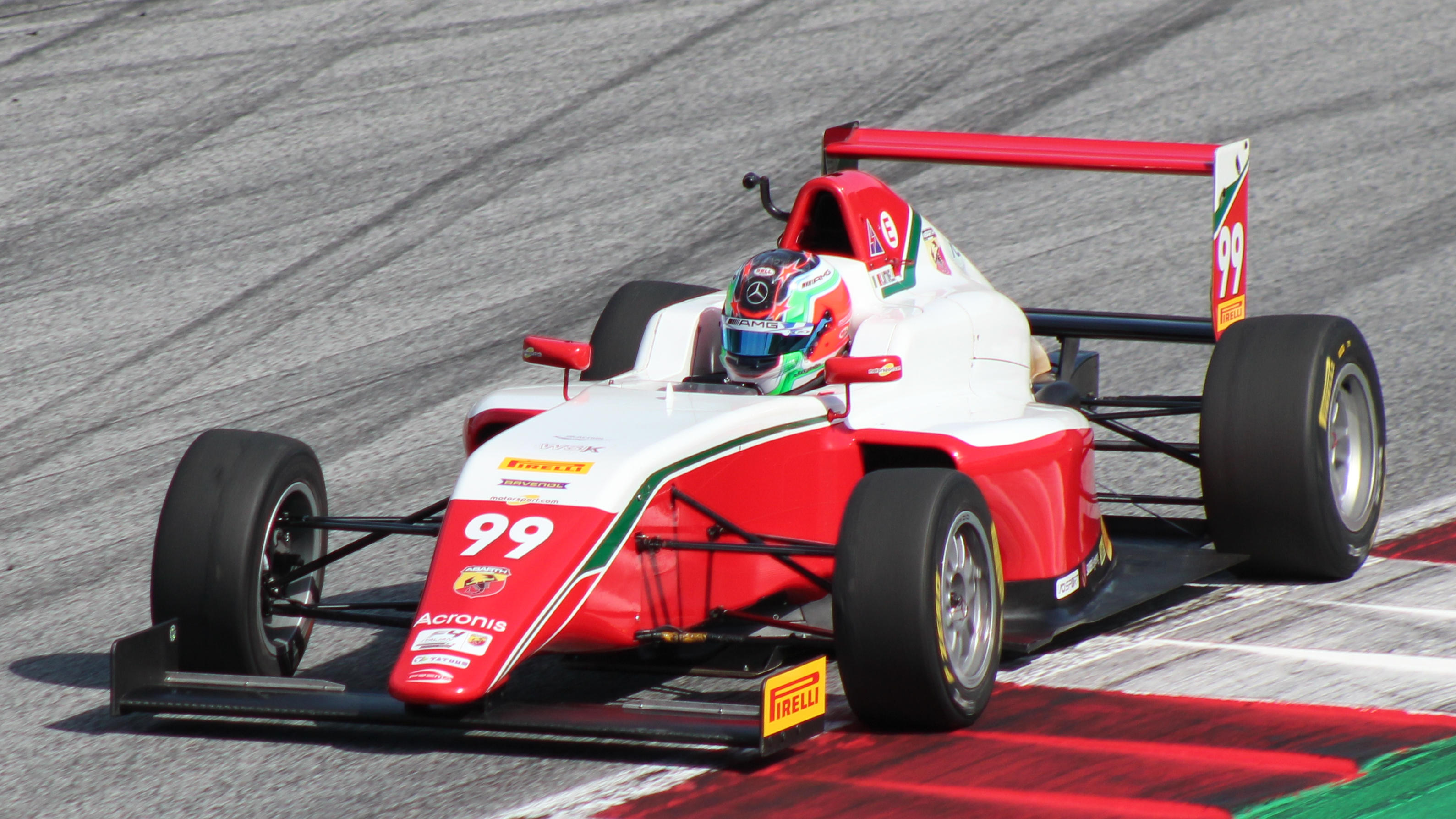
Antonelli durante la sua prima gara in monoposto al Red Bull Ring (2021)

Nel marzo del 2021 partecipa ai primi test con una vettura di Formula 4 con la scuderia AKM Motorsport sul Red Bull Ring. Compiuti quindici anni esordisce dal quinto GP della Formula 4 italiana con la squadra Prema. Nelle prime gare di Spielberg e del Mugello finisce quattro volte tra i primi dieci, mentre sul circuito di Monza conquista i suoi primi podi in monoposto, arrivando secondo in gara uno e terzo in gara due e gara tre. Pur avendo disputato solo 9 delle 21 gare totali, riesce comunque a chiudere decimo nella classifica generale e quarto nella classifica riservata agli esordienti. Nello stesso anno vince il 'Supercorso Federale' dell'ACI.

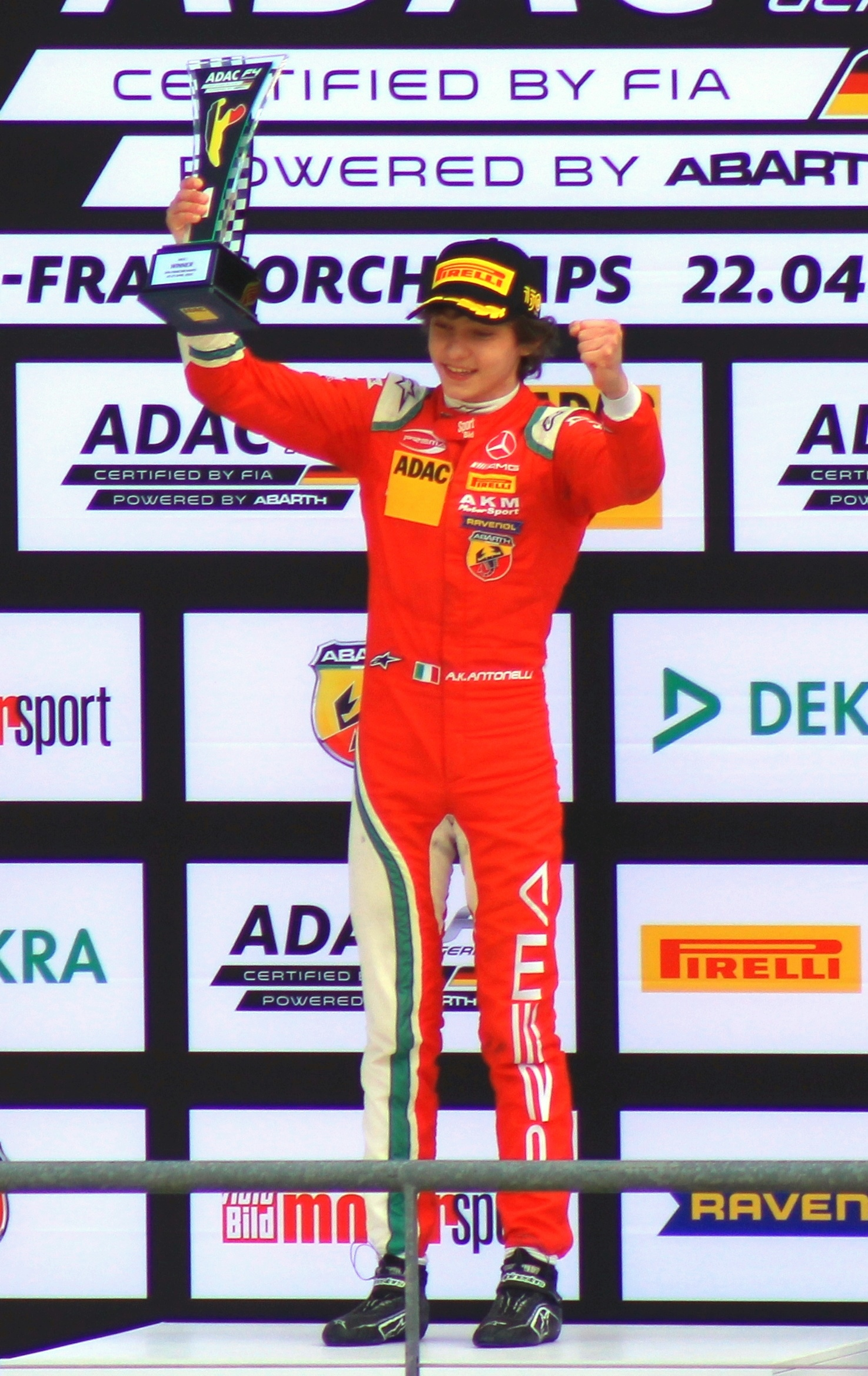
Antonelli festeggia la vittoria nella gara di Spa in Formula 4 ADAC nel 2022

Viene confermato dalla Prema per il 2022, partecipando ad alcune gare del Formula 4 degli Emirati Arabi Uniti, alla Formula 4 italiana e quella tedesca, competizioni in cui si dimostra molto veloce, vincendo ben 24 gare su 43 disputate, due nella serie degli Emirati Arabi Uniti, tredici nella serie italiana e nove in quella tedesca. Nella serie degli Emirati chiude ottavo in classifica generale pur avendo disputato solo due gare su cinque, mentre vince gli altri due campionati.
A fine ottobre rappresenta l'Italia nel FIA Motorsport Games nella categoria Formula 4, conquistando la medaglia d'oro dopo aver dominato tutte le sessioni, nonostante si fosse rotto il polso sinistro dopo un contatto durante le prove. Con ventisei vittorie, diventa il secondo pilota di maggior successo della storia della FIA Formula 4 dietro a Richard Verschoor.

### Formula Regional

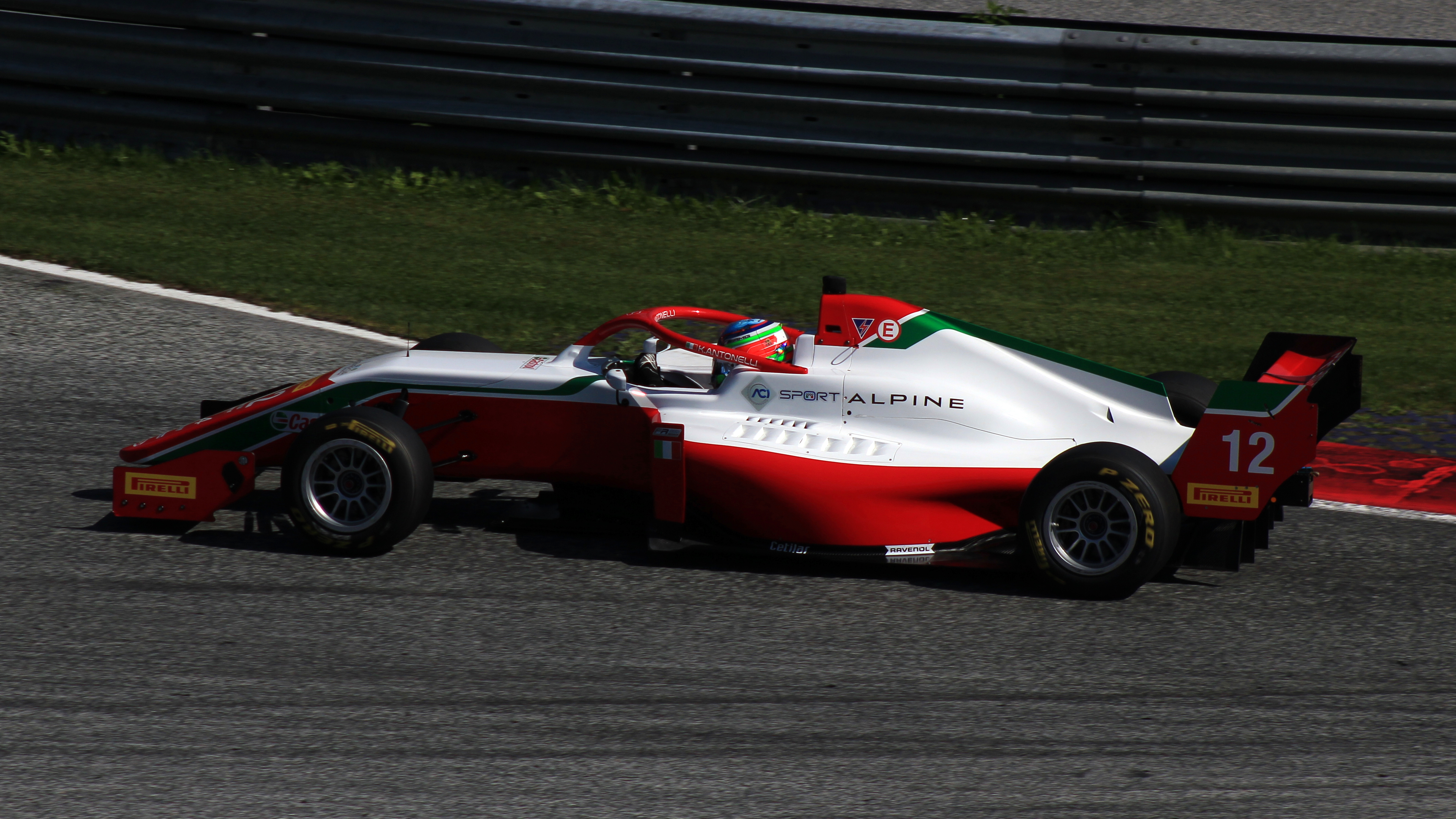
Antonelli nel 2023 al Red Bull Ring

Nei primi mesi del 2023 Antonelli scende in pista nella Formula Regional Middle East guidando per la scuderia Mumbai Falcons, sostenuto sempre dalla Prema. Il pilota dimostra di essere subito competitivo, conquistando la testa della classifica già dopo la prima gara. Ottiene poi due vittorie sul circuito del Kuwait, e quindi una terza vittoria nell'Autodromo di Dubai. Nel resto della serie conserva il suo vantaggio su Taylor Barnard, secondo in classifica, laureandosi campione con una gara d'anticipo e conquistando così i punti necessari per la Superlicenza FIA.
Per il resto dell'anno si iscrive alla Formula Regional europea con la scuderia Prema. Nelle prime quattro corse della stagione riesce a raggiungere il podio in tre occasioni, mentre la sua prima vittoria arriva nella seconda corsa di Spa-Francorchamps davanti a Tim Tramnitz, in una gara funestata dalla morte di Dilano Van'T Hoff. Dopo essersi sbloccato nelle due corse successive, conquista altre due vittorie, al Mugello e al Paul Ricard, grazie anche ad altri due podi sale in testa al campionato. A Monza taglia il traguardo per primo in gara 1, ma viene poi penalizzato per un errato utilizzo del Push to Pass, uscendo fuori dalla zona punti; si rifà in gara 2, conquistando la sua quarta vittoria stagionale. Con la vittoria in gara due sul circuito di Zandvoort, si laurea campione con un round d'anticipo dopo una corsa capolavoro: partito ottavo sotto una pioggia battente, in tre giri si porta in testa alla corsa, vincendo con un margine di più di 10 secondi nonostante le neutralizzazioni dovute al maltempo e a incidenti avvenuti dietro di lui. Così facendo, si aggiudica il suo quarto titolo in altrettante categorie disputate.

### Gran Turismo
Nel 2023, in contemporanea alla Formula Regional europea, prende parte ad alcune gare del Campionato Italiano Gran Turismo, nella serie Sprint con la scuderia di famiglia AKM Motorsport. Il pilota scende in pista a Misano con la Mercedes AMG GT3: correndo da solo ha una penalizzazione cronometrica di cinque secondi in gara, tuttavia ottiene la pole position, il giro più veloce e la vittoria in gara uno. Nella seconda gara, pur avendo una penalizzazione crono di venti secondi, riesce a raggiungere il podio all'ultima curva, chiudendo terzo, e ottenere il giro più veloce.

### Formula 2

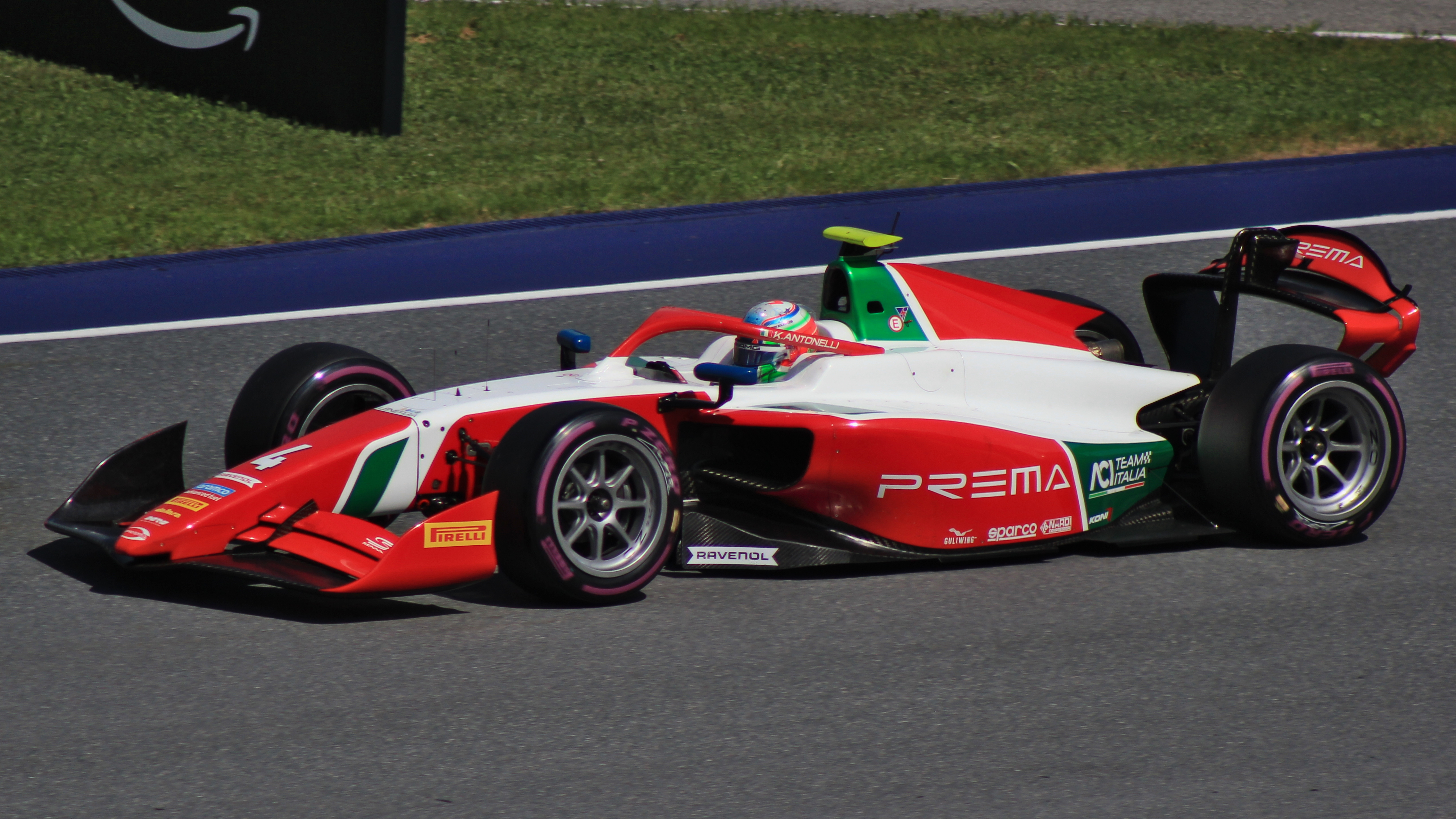
Andrea Kimi Antonelli nel 2024 durante la stagione di F2

Nell'ottobre del 2023 viene annunciato la sua partecipazione in Formula 2 nell'anno seguente, sempre con la Prema, saltando di fatto la Formula 3. La stagione si rivela più difficile del previsto e si conclude con un sesto posto, a oltre cento punti di distacco dal vincitore Gabriel Bortoleto. Nelle prime quattordici gare non sale mai sul podio, con due quarti posti come migliori risultati, uno a Imola e uno a Montecarlo; la prima vittoria arriva nella gara sprint di Silverstone: partito dalla pole position grazie all'inversione di griglia, domina una gara disputata sotto la pioggia. Nella Feature Race del giorno successivo si deve però ritirare per un contatto. La sua seconda vittoria arriva nella Feature Race all'Hungaroring: partito settimo, riesce a recuperare grazie ad un ottimo stint con le gomme dure, chiudendo con ampio margine nel finale. Il suo terzo podio nella serie arriva nella Feature Race di Baku, con un terzo posto. Chiude la stagione al sesto posto in classifica, terzo tra i Rookie, nonostante abbia dovuto saltare l'ultimo round di Abu Dhabi per un malessere fisico.

### Formula 1
Nel 2019 Antonelli diventa membro del Mercedes Junior Team. Già nel febbraio 2024, dopo l'annuncio del passaggio di Lewis Hamilton dalla Mercedes alla Ferrari, viene ventilato il suo nome come possibile suo sostituto a partire dalla stagione 2025 di F1. Le voci vengono alimentate dallo stesso Toto Wolff, che, a più riprese nel corso dell'anno, indica Antonelli come candidato favorito per quel posto. Nell'aprile del 2024 si dà il via ad un programma di prove ad hoc con la scuderia tedesca. La prima esperienza avviene a Spielberg con la Mercedes W12, dove compie due giorni di prove: il primo giorno corre in condizioni di bagnato estremo, mentre nel secondo riesce a montare pneumatici morbidi. La seconda prova si tiene sul circuito di Imola, questa volta con la Mercedes W13. A fine luglio, dopo il Gran Premio del Belgio, effettua una terza sessione di prove, sempre al volante della W13.
Compiuti diciott'anni, Antonelli esordisce in Formula 1 durante le prove libere del Gran Premio d'Italia guidando la Mercedes-AMG F1 W15 E Performance. La sua sessione dura pochi minuti, a causa di un incidente alla Curva Alboreto. Proprio durante il Gran Premio di Monza, arriva l'ufficialità sull'ingaggio da parte della Mercedes per la stagione 2025, per affiancare George Russell. Nel Gran Premio di Città del Messico ha la sua seconda possibilità di scendere in pista durante il primo turno delle prove libere, nel quale chiude dodicesimo.

#### 2025: Primo anno in Mercedes

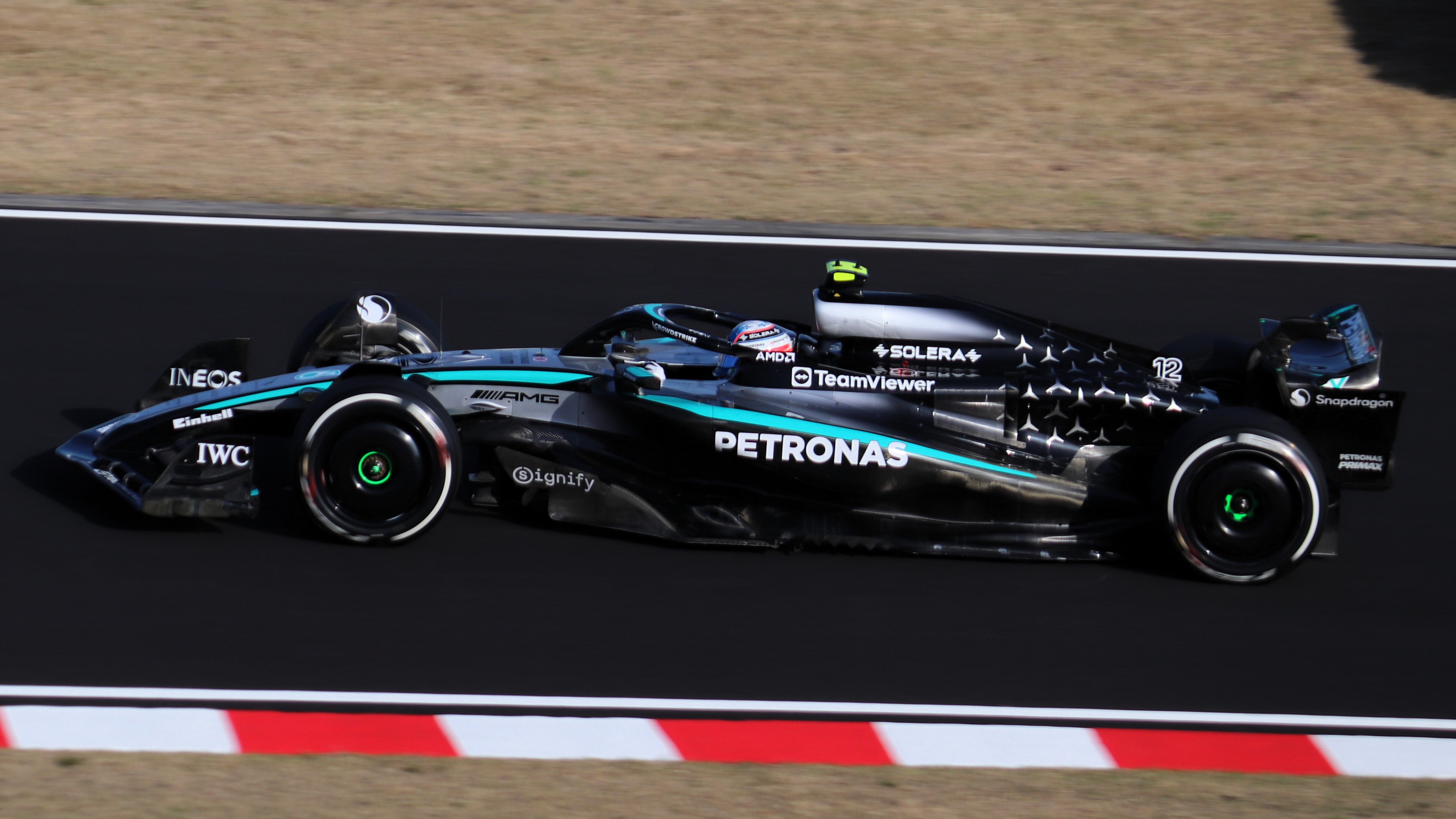
Antonelli durante il Gran Premio del Giappone 2025

Il 16 marzo 2025, all'esordio assoluto in Formula 1 nel Gran Premio d'Australia, parte al 16° posto dopo le qualifiche: ciò nonostante, in seguito a una rimonta e alla revoca di una penalità di cinque secondi (dovuta alla modalità di partenza dopo l'ultimo pit stop), ottiene un quarto posto. A 18 anni e 203 giorni, diventa il secondo pilota più giovane della storia ad andare a punti in una gara di Formula 1, dopo Max Verstappen, nonché il primo pilota italiano ad andare a punti dopo l'ultima volta con Antonio Giovinazzi nel 2021. Inoltre, registra il miglior debutto in Formula 1 per un pilota italiano dai tempi di Ignazio Giunti (arrivato quarto nel Gran Premio del Belgio del 1970).
Due gare dopo, al Gran Premio del Giappone 2025, dopo la ridda dei pit stop, passa in testa per 9 giri, diventando così il più giovane pilota della storia a riuscirci, battendo il precedente record di precocità detenuto da Max Verstappen. Nella gara ottiene anche il giro più veloce, diventando così il pilota più giovane a farlo e sottraendo il primato sempre al pilota olandese; termina il Gran Premio in sesta posizione.
Al Gran Premio di Miami 2025, nelle qualifiche sprint ottiene la prima posizione, risultando il più giovane pilota della storia ad ottenere una pole position in qualsiasi format. Nelle qualifiche del GP, con il terzo posto, batte per la prima volta il compagno di squadra George Russell in qualifica, anche se in gara non va oltre la sesta posizione.
Nei tre GP seguenti la sua stagione ha però una flessione: nella gara di casa di Imola, dopo una qualifica conclusa in dodicesima posizione e dopo una discreta rimonta nelle fasi iniziali, deve ritirarsi per un guasto all'acceleratore. Nel Gran Premio di Monaco va a sbattere in qualifica, partendo quindicesimo, mentre in gara chiude all'ultimo posto a tre giri dal vincitore anche a causa della strategia sbagliata della Mercedes. Anche nel Gran Premio di Spagna è costretto al ritiro per un problema tecnico.
Al Gran Premio del Canada 2025, conclude terzo, dietro soltanto a Max Verstappen e al compagno di scuderia George Russell, ottenendo così il primo podio della sua carriera nella massima serie automobilistica: nell'occasione, diventa il terzo pilota più giovane di sempre a salire sul podio (dopo lo stesso Verstappen e Lance Stroll), nonché il primo italiano a farlo dopo Jarno Trulli al Gran Premio del Giappone 2009.

## Risultati

### Riassunto della carriera
| Stagione | Serie                                    | Team                     | Gare | Vittorie | Pole | G.V | Podio | Punti | Pos. |
| -------- | ---------------------------------------- | ------------------------ | ---- | -------- | ---- | --- | ----- | ----- | ---- |
| 2021     | Formula 4 italiana                       | Prema Powerteam          | 9    | 0        | 0    | 0   | 3     | 54    | 10º  |
| 2022     | Formula 4 degli EAU                      | Prema Powerteam          | 8    | 2        | 1    | 2   | 5     | 117   | 8º   |
| 2022     | Formula 4 italiana                       | Prema Powerteam          | 21   | 13       | 14   | 14  | 15    | 337   | 1º   |
| 2022     | Formula 4 ADAC                           | Prema Powerteam          | 14   | 9        | 7    | 8   | 12    | 303   | 1º   |
| 2022     | FIA Motorsport Games (categoria KCMG F4) | Automobile Club d'Italia | 1    | 1        | 1    | 1   | 1     | -     | 1º   |
| 2023     | Formula Regional Middle East             | Mumbai Falcons           | 15   | 3        | 2    | 5   | 7     | 192   | 1º   |
| 2023     | Formula Regional europea                 | Prema Powerteam          | 18   | 5        | 4    | 5   | 12    | 300   | 1º   |
| 2023     | GT italiano Sprint Cup                   | AKM Motorsport           | 2    | 1        | 1    | 2   | 2     | -     | NC†  |
| 2024     | Formula 2                                | Prema Powerteam          | 28   | 2        | 0    | 4   | 3     | 113   | 6º   |
| 2025     | Formula 1                                | Mercedes                 | 13   | 0        | 1    | 2   | 1     | 63*   |      |

*Stagione in corso.
† In quanto pilota ospite, Antonelli non poteva ottenere punti.

### Risultati in Formula 4
(legenda) (Le gare in grassetto indicano la pole position) (Le gare in corsivo indicano Gpv)
F4 italiana
| Stagione | Squadra      | 1   | 2   | 3   | 4   | 5   | 6   | 7   | 8   | 9   | 10  | 11  | 12  | 13  | 14  | 15  | 16  | 17  | 18  | 19  | 20  | 21  | Punti | Pos. |
| -------- | ------------ | --- | --- | --- | --- | --- | --- | --- | --- | --- | --- | --- | --- | --- | --- | --- | --- | --- | --- | --- | --- | --- | ----- | ---- |
| 2021     | Prema Racing | LEC | LEC | LEC | MIS | MIS | MIS | VAL | VAL | VAL | IMO | IMO | IMO | RBR | RBR | RBR | MUG | MUG | MUG | MON | MON | MON | 54    | 10º  |
| 2021     | Prema Racing |     |     |     |     |     |     |     |     |     |     |     |     | 9   | 12  | 9   | 10  | 10  | 13  | 2   | 3   | 3   | 54    | 10º  |
| 2022     | Prema Racing | IMO | IMO | IMO | MIS | MIS | MIS | SPA | SPA | SPA | VAL | VAL | VAL | RBR | RBR | RBR | MON | MON | MON | MUG | MUG | MUG | 337   | 1º   |
| 2022     | Prema Racing | 25  | 24  | 10  | 1   | 1   | 2   | 1   | 1   | 1   | 1   | 1   | 1   | 1   | 23  | 2   | 11  | 1   | S   | 1   | 1   | 1   | 337   | 1º   |

F4 EAU
| Stagione | Team         | 1   | 2   | 3   | 4   | 5   | 6   | 7   | 8   | 9   | 10  | 11  | 12  | 13  | 14  | 15  | 16  | 17  | 18  | 19  | 20  | Punti | Pos. |
| -------- | ------------ | --- | --- | --- | --- | --- | --- | --- | --- | --- | --- | --- | --- | --- | --- | --- | --- | --- | --- | --- | --- | ----- | ---- |
| 2022     | Prema Racing | DUB | DUB | DUB | DUB | YAS | YAS | YAS | YAS | DUB | DUB | DUB | DUB | DUB | DUB | DUB | DUB | YAS | YAS | YAS | YAS | 117   | 8º   |
| 2022     | Prema Racing | 1   | 1   | 3   | 2   |     |     |     |     | 4   | Rit | 10  | 2   |     |     |     |     |     |     |     |     | 117   | 8º   |

F4 ADAC
| Stagione | Team         | 1   | 2   | 3   | 4   | 5   | 6   | 7   | 8   | 9   | 10  | 11  | 12  | 13  | 14  | 15  | 16  | 17  | 18  | Punti | Pos. |
| -------- | ------------ | --- | --- | --- | --- | --- | --- | --- | --- | --- | --- | --- | --- | --- | --- | --- | --- | --- | --- | ----- | ---- |
| 2022     | Prema Racing | SPA | SPA | SPA | HOC | HOC | HOC | ZAN | ZAN | ZAN | NUR | NUR | NUR | LAU | LAU | LAU | NUR | NUR | NUR | 313   | 1º   |
| 2022     | Prema Racing | 1   | 1   | 4   | 1   | 1   | 1   | 1   | 1   | 2   | 2   | 2   | 4   |     |     |     | 1   | 1   | 6   | 313   | 1º   |

FIA Motorsport Games
| Anno | Team                     | Categoria | Auto          | Q  | GQ | Gara |
| ---- | ------------------------ | --------- | ------------- | -- | -- | ---- |
| 2022 | Automobile Club d'Italia | KCMG F4   | KCMG KC MG-01 | 1° | 1° | 1°   |

### Risultati in Formula Regional
(legenda) (Le gare in grassetto indicano la pole position) (Le gare in corsivo indicano Gpv)
FR Middle East
| Stagione | Squadra        | 1   | 2   | 3   | 4   | 5   | 6   | 7   | 8   | 9   | 10  | 11  | 12  | 13  | 14  | 15  | Punti | Pos. |
| -------- | -------------- | --- | --- | --- | --- | --- | --- | --- | --- | --- | --- | --- | --- | --- | --- | --- | ----- | ---- |
| 2023     | Mumbai Falcons | DUB | DUB | DUB | KMT | KMT | KMT | KMT | KMT | KMT | DUB | DUB | DUB | ABU | ABU | ABU | 192   | 1º   |
| 2023     | Mumbai Falcons | 4   | 6   | 2   | 2   | Rit | 2   | 1   | 1   | 4   | 1   | 10  | 4   | 15  | 14  | 2   | 192   | 1º   |

FR europea
| Stagione | Team            | 1   | 2   | 3   | 4   | 5   | 6   | 7   | 8   | 9   | 10  | 11  | 12  | 13  | 14  | 15  | 16  | 17  | 18  | 19  | 20  | Punti | Pos. |
| -------- | --------------- | --- | --- | --- | --- | --- | --- | --- | --- | --- | --- | --- | --- | --- | --- | --- | --- | --- | --- | --- | --- | ----- | ---- |
| 2023     | Prema Powerteam | IMO | IMO | CAT | CAT | HUN | HUN | SPA | SPA | MUG | MUG | LEC | LEC | RBR | RBR | MNZ | MNZ | ZAN | ZAN | HOC | HOC | 300   | 1º   |
| 2023     | Prema Powerteam | 2   | Rit | 2   | 2   | 5   | 6   | 4   | 1   | 2   | 1   | 5   | 1   | 4   | 3   | 11  | 1   | 2   | 1   | 6   | 6   | 300   | 1º   |

### Risultati nel Gran Turismo Italiano
| Stagione | Squadra        | Vettura               | Classe | 1   | 2   | 3   | 4   | 5   | 6   | 7   | 8   | Punti | Pos. |
| -------- | -------------- | --------------------- | ------ | --- | --- | --- | --- | --- | --- | --- | --- | ----- | ---- |
| 2023     | AKM Motorsport | Mercedes-Benz SLS AMG | GT3    | MIS | MIS | MNZ | MNZ | MUG | MUG | IMO | IMO | 32    | NC   |
| 2023     | AKM Motorsport | Mercedes-Benz SLS AMG | GT3    | 1   | 3   |     |     |     |     |     |     | 32    | NC   |

### Risultati in Formula 2
(legenda) (Le gare in grassetto indicano la pole position) (Le gare in corsivo indicano Gpv)
| Stagione | Team  | 1   | 2   | 3   | 4   | 5   | 6   | 7   | 8   | 9   | 10  | 11  | 12  | 13  | 14  | 15  | 16  | 17  | 18  | 19  | 20  | 21  | 22  | 23  | 24  | 25  | 26  | 27  | 28  | Punti | Pos. |
| -------- | ----- | --- | --- | --- | --- | --- | --- | --- | --- | --- | --- | --- | --- | --- | --- | --- | --- | --- | --- | --- | --- | --- | --- | --- | --- | --- | --- | --- | --- | ----- | ---- |
| 2024     | Prema | BHR | BHR | JED | JED | AUS | AUS | IMO | IMO | MON | MON | CAT | CAT | RBR | RBR | SIL | SIL | HUN | HUN | SPA | SPA | MNZ | MNZ | BAK | BAK | LUS | LUS | YMC | YMC | 113   | 6º   |
| 2024     | Prema | 14  | 10  | 6   | 6   | Rit | 4   | 10  | 4   | 4   | 7   | 15  | 12  | 15  | 13  | 1   | Rit | 14  | 1   | 6   | 9   | 18  | 4   | 7   | 3   | Rit | Rit | NP  | NP  | 113   | 6º   |

### Risultati Formula 1
| 2024 | Scuderia | Vettura |  |  |  |  |  |  |  |  |  |  |  |  |  |  |  |    |  |  |  |    |  |  |  |  | Punti | Pos. |
| ---- | -------- | ------- |  |  |  |  |  |  |  |  |  |  |  |  |  |  |  | -- |  |  |  | -- |  |  |  |  | ----- | ---- |
| 2024 | Mercedes | F1 W15  |  |  |  |  |  |  |  |  |  |  |  |  |  |  |  | SP |  |  |  | SP |  |  |  |  |       |      |

| 2025 | Scuderia | Vettura |   |    |   |    |   |    |     |    |     |   |     |     |    |    |  |  |  |  |  |  |  |  |  |  | Punti | Pos. |
| ---- | -------- | ------- | - | -- | - | -- | - | -- | --- | -- | --- | - | --- | --- | -- | -- |  |  |  |  |  |  |  |  |  |  | ----- | ---- |
| 2025 | Mercedes | F1 W16  | 4 | 67 | 6 | 11 | 6 | 67 | Rit | 18 | Rit | 3 | Rit | Rit | 16 | 10 |  |  |  |  |  |  |  |  |  |  | 64    |      |

| Legenda | 1º posto     | 2º posto | 3º posto    | A punti         | Senza punti/Non class.  | Grassetto – Pole position Corsivo – Giro più veloce Apice – Risultato Sprint (A punti) |
| Legenda | Squalificato | Ritirato | Non partito | Non qualificato | Solo prove/Terzo pilota | Grassetto – Pole position Corsivo – Giro più veloce Apice – Risultato Sprint (A punti) |

## Record in Formula 1
| Record                                             | Numero/Data                                                 |
| -------------------------------------------------- | ----------------------------------------------------------- |
| Pilota più giovane a segnare un giro veloce        | 18 anni, 7 mesi e 11 giorni (Gran Premio del Giappone 2025) |
| Pilota più giovane ad aver condotto un Gran Premio | 18 anni, 7 mesi e 11 giorni (Gran Premio del Giappone 2025) |

## Palmarès
Monoposto
- 1  Formula Regional europea: (2023)
- 1  Formula Regional Middle East: (2023)
- 1  Formula 4 italiana: (2022)
- 1  Formula 4 ADAC: (2022)
- 1  FIA Motorsport Games categoria KCMG F4: (2022)

Kart
- 2  Campionato Europeo CIK-FIA classe OK: (2020, 2021)
- 1  WSK Euro Series classe OK: (2020)
- 1  WSK Euro Series classe OKJ: (2019)
- 1  WSK - Master Series classe OKJ: (2019)
- 1  ROK Cup International Final classe Mini ROK: (2018)
- 1  South Garda Winter Cup classe Mini ROK: (2018)
- 1  WSK Champions Cup classe 60 Mini: (2018)
- 1  Easykart International Grand Final classe Easy 60: (2015)
- 1  Trofeo Easykart Italia classe Easy 60: (2015)
- 1 Campionato KF1(2014)